# Érase un matrimonio de conveniencia
Érase un matrimonio de conveniencia es el tercer capítulo de la tercera temporada de la serie Aquí no hay quien viva.Tuvo 7.586.000 espectadores y 42'2% de cuota de pantalla

## Sinopsis
Juan comienza a sentirse atraído por Isabel y Andrés empieza a sospechar de ésta, haciendo que Juan se meta en líos para ayudarle a encontrar al supuesto amante de su mujer. Roberto, aconsejado por Josemi, baja a casa de Lucía cuando no está, aprovechando que todavía tiene la llave, y le coge comida. Lucía, pensando que Alicia tiene un complejo con la comida, le echa la culpa de la desaparición de comida y la lleva a un psicólogo. Por otra parte, Vicenta va a contraer matrimonio de conveniencia con un cubano, Néstor, cosa que da ideas a otros cuatro vecinos: Paco, Mariano, Natalia y Belén y se buscan también esposos y esposas inmigrantes, ya que cobrarán 5000 euros por el matrimonio. Carlos entra en una crisis sexual que le hace pensar que es gay, acosando a Mauri y haciendo pensar a Néstor, con el que este estaba empezando a conocerse, que es promiscuo y que está saliendo con los dos.
Lucía pone una cámara en su casa y descubre a Roberto, así que pone laxantes en la comida para que hagan efecto en ellos cuando bajen otra vez a hurtarle. Vicenta se echa atrás y decide no casarse, así que la que se casa con Néstor pasa a ser Marisa. El hombre del registro les avisa que serán investigados, pues creen que sus matrimonios son fraudulentos, así que comienzan a conocerse para las preguntas que les hagan, finalmente les descubren y se llevan a todos los inmigrantes, menos a la mujer de Paco, que da a luz a su hijo y pasa a ser española, pero rompe con éste, ya que tenía novio. Mauri convence a Bea para que le de un beso a Carlos, y éste descubre que realmente es heterosexual, dejando de acosar a Mauri definitivamente.